# Relaciones Costa Rica-Liechtenstein
Las relaciones Costa Rica-Liechtenstein se refieren a las relaciones internacionales que existen entre Costa Rica y Liechtenstein.
Costa Rica ha mantenido relaciones diplomáticas con Liechtenstein durante décadas, sin embargo hasta el 12 de enero de 2000 se acreditó con la embajada de Costa Rica en Suiza como concurrente.

## Relaciones diplomáticas
- Costa Rica tiene una embajada en Berna, suiza, concurrente para Liechtenstein.[2]
- Liechtenstein no tiene una embajada en Costa Rica.